# Receptor canabinoide tipo 1
O receptor endocanabinoide tipo 1, muitas vezes abreviado para CB1, é um tipo de receptor canabinoide localizado no cérebro. Ele é ativado por neurotransmissores endocanabinoides incluindo a anandamida, a serotonina, melatonina e pelo tetrahidrocanabinol (THC) composto psicoativo, encontrado nas flores da planta da cannabis.

### Estrutura e Localização
Os receptores CB1 são proteínas acopladas a G (GPCRs) que, quando ativadas, iniciam uma cascata de sinalização intracelular que afeta a neurotransmissão. Eles são codificados pelo gene CNR1 e sua ativação é mediada principalmente pelo ∆9-tetrahidrocanabinol (THC), o principal composto psicoativo encontrado na Cannabis, bem como por endocanabinoides, que são canabinoides produzidos naturalmente pelo corpo, como a anandamida e o 2-aracdonilglicerol (2-AG).